# Portrait de Cecilia de Madrazo Fortuny
Portrait de Cecilia de Madrazo Fortuny est une peinture à l'huile sur toile (115 × 69 cm)  du peintre italien Giovanni Boldini. datée de 1882 elle est conservés au Musée des Beaux-Arts de Bordeaux en France.

## Histoire
Mme Fortuny, née Cecilia de Madrazo Garreta, collectionneuse d'étoffes anciennes, est issue d'une illustre famille de portraitistes espagnols. Elle est la sœur de Raimundo de Madrazo y Garreta, peintre réaliste académique, ami de Boldini, et l'épouse du peintre catalan Marià Fortuny, dont les tableaux de genre connaissent un immense succès à Paris autour de 1870. La mort prématurée de ce dernier, en 1874, attriste profondément Boldini. Sa veuve s'installe alors à Paris avec son fils, le futur couturier Mariano Fortuny y Madrazo. En 1889, ils déménagent à Venise, au palais Martinengo, aujourd'hui musée Fortuny.

## Description
Dans ce portrait, Mme Fortuny, âgée de trente-six ans, ne semble pas poser. Représentée à mi-corps, enfilant un gant comme si elle s'apprêtait à sortir, elle regarde le spectateur de ses grands yeux noirs empreints d'une expression mélancolique. Le peintre s'intéresse particulièrement à l'élégance de son vêtement, une robe de soie noire ornementée de pompons rehaussée de quelques touches lumineuses de la doublure mauve des manches.

## Analyse
Cette longue figure noire se détachant sur un fond neutre et indistinct témoigne de la connaissance qu'avait Boldini des maîtres espagnols du portrait du XVIIe siècle, tels que Diego Vélasquez, Juan Carreño de Miranda et Alonso Cano. Il s'affirme dans ce tableau comme un véritable « coloriste du noir », comme le décrit Camille Mauclair.